# Серрано, Нико
Никола́с Серра́но Гальдеа́но (исп. Nicolás Serrano Galdeano; род. 5 марта 2003, Памплона) — испанский футболист, нападающий клуба «Атлетик Бильбао».

## Клубная карьера
Нико начинал свою карьеру в академии «Вильярреала», в 2018 году он перебрался в систему «Атлетика». 25 мая 2020 года Нико заключил первый профессиональный контракт с «Атлетиком» и был переведён в его вторую команду. Форвард дебютировал за «Бильбао Атлетик» 18 июля того же года, приняв участие в матче плей-офф за выход в Сегунду против «Бадахоса». Это была его единственная игра в первом сезоне на взрослом уровне. В сезоне 2020/21 Нико провёл 22 матча в Сегунде B, отметившись в них 3 забитыми мячами. 
11 сентября 2021 года состоялся дебют нападающего в испанской Примере: он заменил Иньяки Уильямса на 83-й минуте встречи с «Мальоркой».
10 августа 2023 года перешёл на правах аренды в нидерландский ПЕК Зволле.

## Карьера в сборной
Нико представляет Испанию на юношеском уровне с 2019 года. В настоящее время он является членом сборной Испании до 19 лет.